# Bloku Unidade Popular

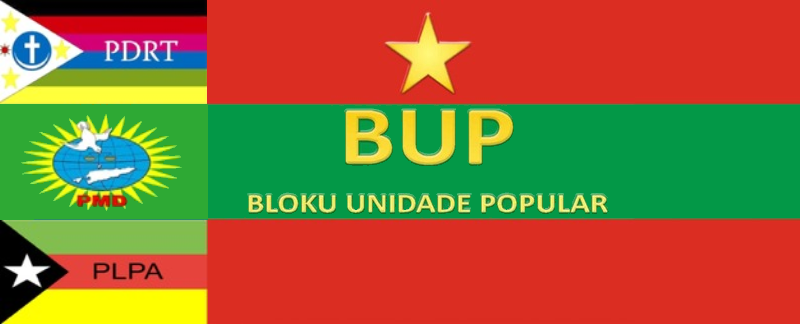
Flagge des BUP

Der Bloku Unidade Popular (tetum, portugiesisch Bloco Unidade Popular) war ein Parteienbündnis in Osttimor.

## Geschichte

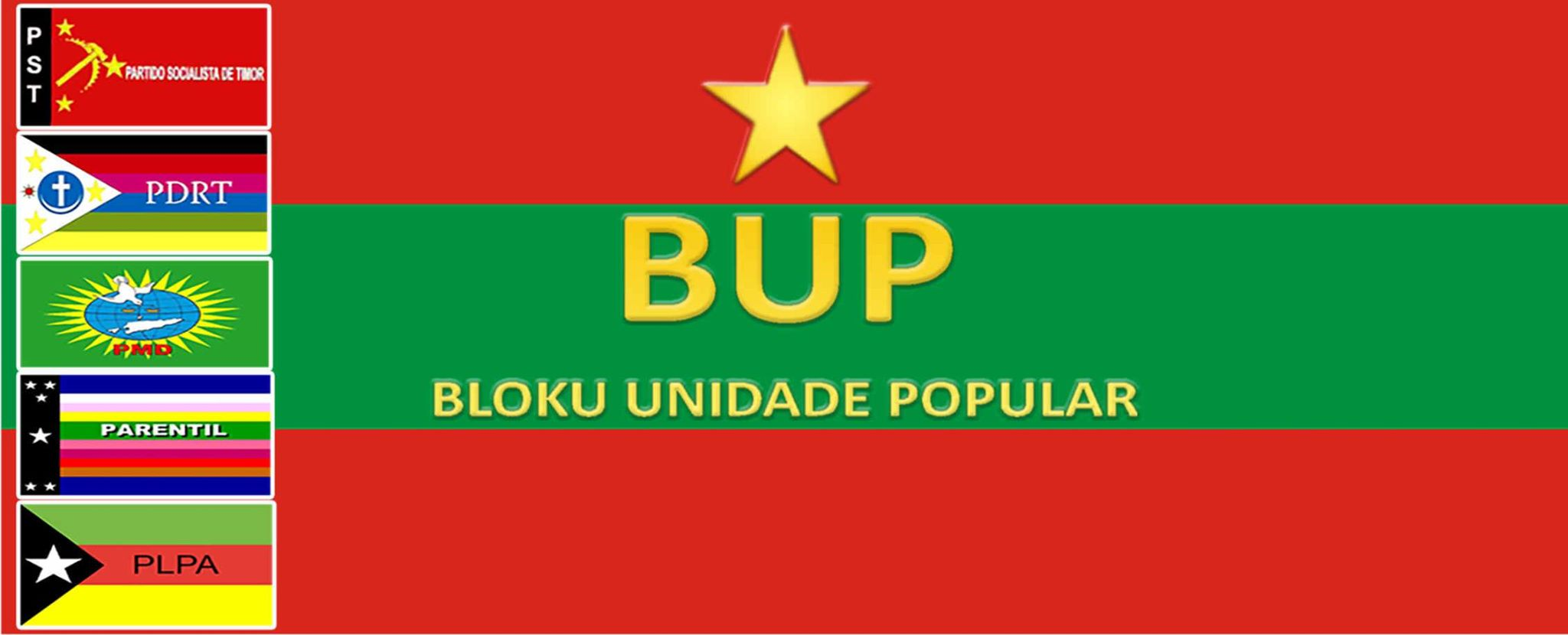
Flagge des BUP bis 2016

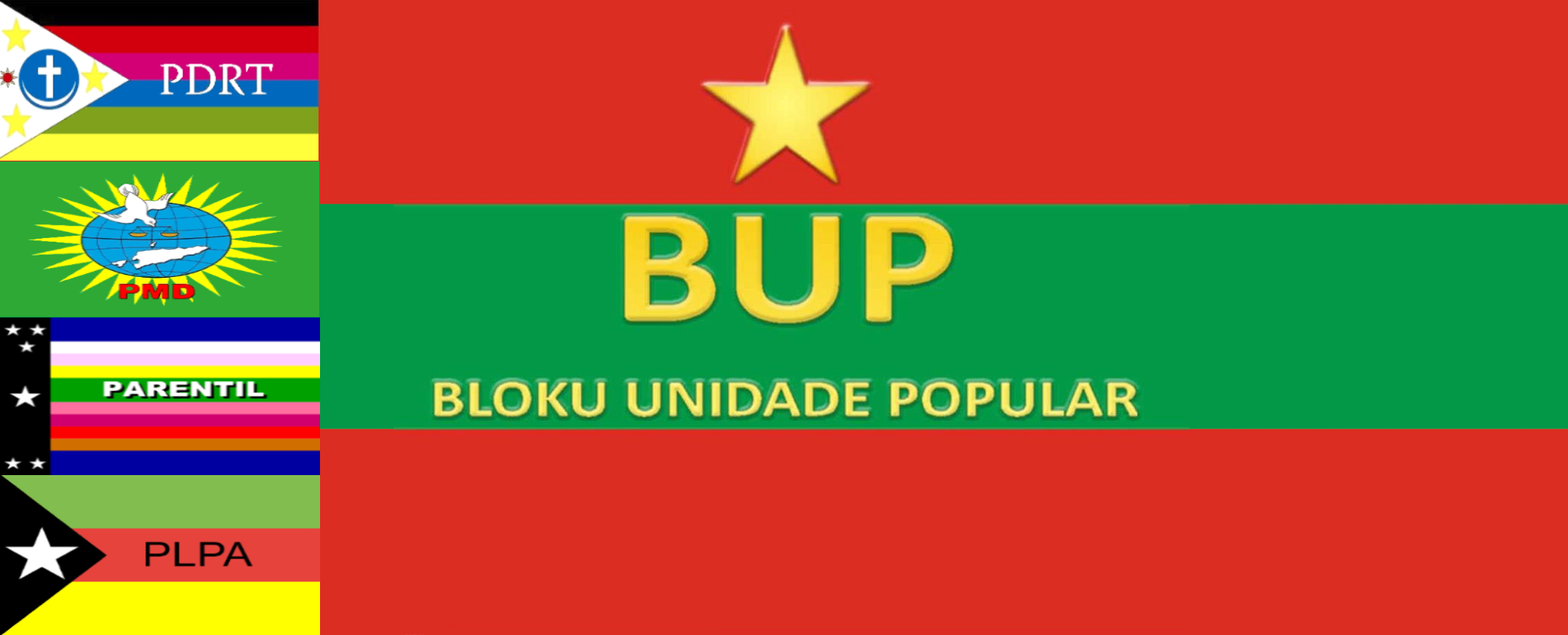
Flagge des BUP bis 2017

Die Partido Democrática Republica de Timor (PDRT), die Partido Milénio Democrático (PMD), die Partido Republika Nacional Timor Leste (PARENTIL), die Partidu Liberta Povu Aileba (PLPA) und die Partido Socialista de Timor (PST) beschlossen das Bündnis auf einem Nationalkonvent am 1. Juli 2015. Die offizielle Anmeldung beim Tribunal de Recurso de Timor-Leste in Dili erfolgte am 13. Juli. Am 29. Juli fand im Hotel Timor eine öffentliche Vorstellung des BUP statt, am 18. September wurde die Parteizentrale in Bidau (Dili) eröffnet.
Alle Mitgliedsparteien waren bei den Parlamentswahl 2012 an der Drei-Prozent-Hürde gescheitert. Ziel des Bündnisses ist es, bei zukünftigen Wahlen zusammenzuarbeiten. 2012 hatten die Parteien des BUP insgesamt 3,48 % der gültigen Stimmen (18.516 Stimmen) erreicht. PARENTIL und PMD waren damals schon als Coligação Bloco Proclamador zusammen bei der Wahl angetreten, ebenso PDRT und PLPA als Coligação PLPA/PDRT.
Am 27. Juli 2016 schied aber die PST aus dem Bündnis aus und als die Wahllisten beim Tribunal de Recurso de Timor-Leste Anfang Juni 2017 eingereicht wurden, war auch die PARENTIL nicht mehr dabei, so dass der BUP nur noch aus PDRT, PMD und PLPA besteht. Die PARENTIL trat zu den Parlamentswahlen 2017 gar nicht mehr an, die PST mit einer eigenen Liste. Grund für den Austritt der beiden Parteien waren laut Pressemeldungen Meinungsverschiedenheiten. Der BUP erreichte bei den Parlamentswahlen 2017 schließlich 0,88 % und scheiterte damit an der Vier-Prozent-Hürde. Danach schloss sich der BUP dem Fórum Demokrátiku Nasionál (FDN) an.
Seit März 2018 gehört die PLPA der Movimentu Dezenvolvimentu Nasional (MSD) an, während die FDN auseinanderfiel. Die verbliebenen PDRT und PMD nahmen an den Parlamentswahlen in Osttimor 2018 nicht teil.

## Mitglieder, Programm und Struktur
Gründungsvorsitzender war Cecilio Caminha Freitas, ein ehemaliger Abgeordneter der Partei CNRT. Hermenegildo Kupa Lopes, Parteichef der PMD, war Vizepräsident. Generalsekretär war bis zum Austritt der PST Avelino Coelho da Silva, der seit 2012 Staatssekretär für den Ministerrat in der Regierung Osttimors war, obwohl er keiner Partei im Parlament angehörte. Stellvertretender Generalsekretär war Vicente Sanches Soares.
Für den BUP sollte ein gemeinsames Wahlprogramm auf Grundlagen des Humanismus, der sozialen Solidarität und der sozialen Gerechtigkeit erarbeitet werden.
Der BUP hatte auch eine Jugendorganisation, den Joventude Bloku Unidade Popular (J-BUP).